# Gáhpesluoppal
Gáhpesluoppal, enligt tidigare ortografi Kapasluoppal, är en sjö i Jokkmokks kommun i Lappland och ingår i Luleälvens huvudavrinningsområde och sjön har fått sitt namn av berget Gáhpesoajvve på dess norra sida. Sjön har en area på 1,57 kvadratkilometer och ligger 698 meter över havet. Gáhpesluoppal ligger i Padjelanta Natura 2000-område. Sjön avvattnas av vattendraget Stálojåhkå. Tillflöden är två stora vattendrag (kan normalt inte vadas) - Sårjåsjåhkå och Stáddájåhkå, samt ett mindre vattendrag - Gáhpesjågåsj. 

## Delavrinningsområde
Gáhpesluoppal ingår i det delavrinningsområde (746139-153455) som SMHI kallar för Utloppet av Kapasluoppal. Medelhöjden är 816 meter över havet och ytan är 6,66 kvadratkilometer. Räknas de 14 avrinningsområdena uppströms in blir den ackumulerade arean 225,36 kvadratkilometer.Stálojåhkå som avvattnar avrinningsområdet har biflödesordning 3, vilket innebär att vattnet flödar genom totalt 3 vattendrag (Vuojatädno, Stora Luleälv, Luleälven) innan det når havet. Avrinningsområdet består mestadels av kalfjäll (77 procent). Avrinningsområdet har 1,52 kvadratkilometer vattenytor vilket ger det en sjöprocent på 22,9 procent.